# قائمة تشريعات الرقابة والحماية والتحكيم (مصر)
قوانين وقرارات الرقابة والحماية والتحكيم في مصر

## حماية المنافسة
| م | التشريع المنظم                                                 | تشريعات التعديلات                                                                                      | قرارات اللائحة التنفيذية للتشريع المنظم                                                                                             | الحالة | ملاحظات |
| - | -------------------------------------------------------------- | --- | --- | ------ | ------- |
|   | حماية المنافسة ومنع الممارسات الإحتكارية قانون رقم 3 لسنة 2005 | - قانون رقم 175 لسنة 2022 - قانون رقم 56 لسنة 2014 - قانون رقم 193 لسنة 2008 - قانون رقم 190 لسنة 2008 | - قرار رئيس مجلس الوزراء رقم 1120 لسنة 2024 - قرار رئيس مجلس الوزراء رقم 2957 لسنة 2010 - قرار رئيس مجلس الوزراء رقم 1316 لسنة 2005 |        |         |

## حماية المستهلك
| م | التشريع المنظم                           | تشريعات التعديلات | قرارات اللائحة التنفيذية للتشريع المنظم  | الحالة | ملاحظات                                 |
| - | ---------------------------------------- | --- | ---------------------------------------- | ------ | --------------------------------------- |
|   | حماية المستهلك قانون رقم 181 لسنة 2018   | قانون رقم 20 لسنة 2024 | قرار رئيس مجلس الوزراء رقم 822 لسنة 2019 |        | ألغي بموجبه: - القانون رقم 67 لسنة 2006 |
|   | حماية المستهلك قانون رقم 67 لسنة 2006    | |                                          |        |                                         |
|   | منع التدليس والغش قانون رقم 48 لسنة 1941 | - قانون رقم 281 لسنة 1994 - قانون رقم 106 لسنة 1980 - قانون رقم 80 لسنة 1961 - قانون رقم 522 لسنة 1955 - قانون رقم 153 لسنة 1949 - قانون رقم 83 لسنة 1948 |                                          |        |                                         |
|   | قانون رقم 95 لسنة 1945                   | |                                          |        |                                         |

## حماية الملكية الفكرية
| م | التشريع المنظم                                                                                             | تشريعات التعديلات                                                            | قرارات اللائحة التنفيذية للتشريع المنظم | الحالة | ملاحظات                                                                                         |
| - | --- | ---------------------------------------------------------------------------- | --------------------------------------- | ------ | ----------------------------------------------------------------------------------------------- |
|   | إنشاء الجهاز المصري للملكية الفكرية قانون رقم 163 لسنة 2023                                                |                                                                              |                                         |        |                                                                                                 |
|   | شأن تحديد رسوم البحث والفحص الدولي وفقًا لاتفاقية التعاون الدولي بشأن البراءات (PCT) قانون رقم 94 لسنة 2012 |                                                                              |                                         |        |                                                                                                 |
|   | معاهدة التعاون الدولي بشأن البراءات (PCT) قرار رئيس الجمهورية رقم 303 لسنة 2002                            |                                                                              |                                         |        |                                                                                                 |
|   | حماية حقوق الملكية الفكرية قانون رقم 82 لسنة 2002                                                          | - قانون رقم 178 لسنة 2020 - قانون رقم 144 لسنة 2019 - قانون رقم 26 لسنة 2015 |                                         |        | ألغي بموجبه: - القانون رقم 57 لسنة 1939 - القانون رقم 132 لسنة 1949 - القانون رقم 354 لسنة 1954 |
|   | اختصاص وزارة البحث العلمي بتسجيل براءات الاختراع قرار رئيس الجمهورية رقم 543 لسنة 1969                     |                                                                              |                                         |        |                                                                                                 |
|   | حماية حق المؤلف قانون رقم 354 لسنة 1954                                                                    | - قانون رقم 29 لسنة 1994 - قانون رقم 34 لسنة 1975 - قانون رقم 14 لسنة 1968   |                                         | ملغي   |                                                                                                 |
|   | مزاولة مهنة وكلاء البراءات قانون رقم 23 لسنة 1951                                                          | قانون رقم 38 لسنة 1961                                                       |                                         | ساري   |                                                                                                 |
|   | شأن براءات الاختراع والرسوم والنماذج الصناعية قانون رقم 132 لسنة 1949                                      | قانون رقم 650 لسنة 1955                                                      |                                         | ملغي   |                                                                                                 |
|   | العلامات والبيانات التجارية قانون رقم 57 لسنة 1939                                                         | قانون رقم 531 لسنة 1953                                                      |                                         | ملغي   |                                                                                                 |

## مكافحة الإغراق
| م | التشريع المنظم                                                                                         | تشريعات التعديلات | قرارات اللائحة التنفيذية للتشريع المنظم                       | الحالة | ملاحظات |
| - | --- | ----------------- | ------------------------------------------------------------- | ------ | ------- |
|   | حماية الاقتصاد القومي من الآثار الناجمة عن الممارسات الضارة في التجارة الدولية قانون رقم 161 لسنة 1998 |                   | - قرار وزاري رقم 569 لسنة 2008 - قرار وزاري رقم 549 لسنة 1998 |        |         |

## مكافحة غسل الأموال
| م | التشريع المنظم                            | تشريعات التعديلات                                                                                    | قرارات اللائحة التنفيذية للتشريع المنظم  | الحالة | ملاحظات |
| - | ----------------------------------------- | --- | ---------------------------------------- | ------ | ------- |
|   | مكافحة غسل الأموال قانون رقم 80 لسنة 2002 | - قانون رقم 17 لسنة 2020 - قانون رقم 36 لسنة 2014 - قانون رقم 181 لسنة 2008 - قانون رقم 78 لسنة 2003 | قرار رئيس مجلس الوزراء رقم 951 لسنة 2003 |        |         |

## الكسب غير المشروع
| م | التشريع المنظم                            | تشريعات التعديلات                                                             | قرارات اللائحة التنفيذية للتشريع المنظم                                          | الحالة | ملاحظات                                  |
| - | ----------------------------------------- | ----------------------------------------------------------------------------- | -------------------------------------------------------------------------------- | ------ | ---------------------------------------- |
|   | الكسب غير المشروع قانون رقم 62 لسنة 1975  | قانون رقم 97 لسنة 2015                                                        | - قرار رئيس الجمهورية رقم 628 لسنة 1976 - قرار رئيس الجمهورية رقم 1112 لسنة 1975 |        | ألغي بموجبه: - القانون رقم 11 لسنة 1968  |
|   | الكسب غير المشروع قانون رقم 11 لسنة 1968  | قانون رقم 3 لسنة 1969                                                         | قرار رئيس الجمهورية رقم 1118 لسنة 1968                                           | ملغي   | ألغي بموجبه: - القانون رقم 131 لسنة 1952 |
|   | الكسب غير المشروع قانون رقم 131 لسنة 1952 | - قانون رقم 148 لسنة 1961 - قانون رقم 171 لسنة 1957 - قانون رقم 191 لسنة 1952 |                                                                                  | ملغي   | ألغي بموجبه: - القانون رقم 193 لسنة 1951 |
|   | الكسب غير المشروع قانون رقم 193 لسنة 1951 | - قانون رقم 47 لسنة 1952 - قانون رقم 35 لسنة 1952                             |                                                                                  | ملغي   |                                          |

## فرض الحراسة والأموال المستردة والمتحفظ عليها
| م | التشريع المنظم                                                                                             | تشريعات التعديلات | قرارات اللائحة التنفيذية للتشريع المنظم | الحالة | ملاحظات |
| - | --- | --- | --------------------------------------- | ------ | --- |
|   | إنشاء جهاز إدارة التصرف في الأموال المستردة والمتحفظ عليها قانون رقم 6 لسنة 2024                           | |                                         | ساري   | حل الجهاز محل: - الإدارة العامة للأموال المستردة بالهيئة العامة للخدمات الحكومية في الاختصاصات المنصوص عليها في القانون رقم 127 لسنة 1956 - الإدارة المركزية لموارد وتعويضات الإصلاح الزراعي في الاختصاصات المنصوص عليها في القانون رقم 67 لسنة 1971 - جهاز تصفية الحراسات في الاختصاصات المنصوص عليها في قانون تسوية الأوضاع الناشئة عن فرض الحراسة الصادر بالقانون رقم 69 لسنة 1974، والقانون رقم 141 لسنة 1981 |
|   | تصفية الأوضاع الناشئة عن الحراسة قانون رقم 141 لسنة 1981                                                   | أحكام عدم الدستورية - القضية رقم 8 لسنة 8 قضائية دستورية - القضية رقم 130 لسنة 5 قضائية دستورية                                      |                                         |        | |
|   | إصدار قانون تسوية الأوضاع الناشئة عن فرض الحراسة قانون رقم 69 لسنة 1974                                    | - قانون رقم 114 لسنة 1975 - قانون رقم 22 لسنة 1975 - قانون رقم 2 لسنة 1975 أحكام عدم الدستورية - القضية رقم 65 لسنة 4 قضائية دستورية |                                         |        | |
|   | تصفية الحراسات السابقة على القانون رقم 34 لسنة 1971 قانون رقم 53 لسنة 1972                                 | |                                         |        | |
|   | تنظيم فرض الحراسة وتأمين سلامة الشعب قانون رقم 34 لسنة 1971                                                | - قانون رقم 194 لسنة 2008 - قانون رقم 95 لسنة 2000 - قانون رقم 88 لسنة 2000 - قرار رئيس الجمهورية رقم 21 لسنة 1981                   |                                         | ملغي   | |
|   | تصفية الحراسات المفروضة طبقاً للقانون رقم 150 لسنة 1964 قانون رقم 52 لسنة 1972                              | |                                         |        | |
|   | تصفية الحراسات على أموال وممتلكات الأشخاص الخاضعين لأحكام القانون رقم 150 لسنة 1964 قانون رقم 49 لسنة 1971 | أحكام عدم الدستورية - القضية رقم 8 لسنة 8 قضائية دستورية                                                                             |                                         |        | |
|   | رفع الحراسة عن أموال وممتلكات بعض الأشخاص قانون رقم 150 لسنة 1964                                          | |                                         |        | |

## التحكيم
| م | التشريع المنظم                                                 | تشريعات التعديلات                               | قرارات اللائحة التنفيذية للتشريع المنظم | الحالة | ملاحظات |
| - | -------------------------------------------------------------- | ----------------------------------------------- | --------------------------------------- | ------ | ------- |
|   | التحكيم في المواد المدنية والتجارية قانون رقم 27 لسنة 1994     | - قانون رقم 8 لسنة 2000 - قانون رقم 9 لسنة 1997 |                                         |        |         |
|   | التحكيم في المنازعات بين الدولة والغير قانون رقم 398 لسنة 1953 |                                                 |                                         |        |         |

### مركز القاهرة الإقليمي للتحكيم التجاري الدولي
| م | التشريع المنظم                        | تشريعات التعديلات | قرارات اللائحة التنفيذية للتشريع المنظم | الحالة | ملاحظات |
| - | ------------------------------------- | ----------------- | --------------------------------------- | ------ | ------- |
|   | قرار رئيس الجمهورية رقم 399 لسنة 1987 |                   |                                         |        |         |
|   | قرار رئيس الجمهورية رقم 400 لسنة 1986 |                   |                                         |        |         |
|   | قرار رئيس الجمهورية رقم 104 لسنة 1984 |                   |                                         |        |         |
|   | قرار رئيس الجمهورية رقم 515 لسنة 1979 |                   |                                         |        |         |
|   | قرار رئيس الجمهورية رقم 171 لسنة 1959 |                   |                                         |        |         |

## إعادة الهيكلة والصلح الواقي من الافلاس
| م | التشريع المنظم                                                | تشريعات التعديلات      | قرارات اللائحة التنفيذية للتشريع المنظم | الحالة | ملاحظات                                                 |
| - | ------------------------------------------------------------- | ---------------------- | --------------------------------------- | ------ | ------------------------------------------------------- |
|   | إعادة الهيكلة والصلح الواقي من الافلاس قانون رقم 11 لسنة 2018 | قانون رقم 11 لسنة 2021 |                                         | ساري   | ألغي بموجبه: - الباب الخامس من القانون رقم 17 لسنة 1999 |

## الجهاز المركزي للمحاسبات
| م | التشريع المنظم                                                                                              | تشريعات التعديلات       | قرارات اللائحة التنفيذية للتشريع المنظم                                           | الحالة | ملاحظات |
| - | --- | ----------------------- | --------------------------------------------------------------------------------- | ------ | ------- |
|   | الجهاز المركزي للمحاسبات قانون رقم 144 لسنة 1988                                                            | قانون رقم 157 لسنة 1998 |                                                                                   |        |         |
|   | تنظيم علاقة الجهاز المركزي للمحاسبات بمجلس الشعب قانون رقم 31 لسنة 1975                                     |                         |                                                                                   |        |         |
|   | اعتماد النظام المحاسبي الموحد قرار رئيس الجمهورية رقم 4723 لسنة 1966                                        |                         |                                                                                   |        |         |
|   | مراقبي حسابات المؤسسات العامة والشركات التابعة لها قانون رقم 28 لسنة 1966                                   |                         |                                                                                   |        |         |
|   | تنظيم مراقبة حسابات المؤسسات والهيئات العامة والشركات والجمعيات والمنشآت التابعة لها قانون رقم 44 لسنة 1965 |                         | - قرار رئيس الجمهورية رقم 2268 لسنة 1969 - قرار رئيس الجمهورية رقم 2405 لسنة 1966 |        |         |
|   | تنظيمات بالجهاز المركزي للمحاسبات قرار رئيس الجمهورية رقم 3018 لسنة 1964                                    |                         |                                                                                   |        |         |
|   | الجهاز المركزي للمحاسبات قانون رقم 129 لسنة 1964                                                            |                         |                                                                                   |        |         |
|   | تنظيم مراقبة حسابات المؤسسة العامة والشركات التي تساهم فيها قانون رقم 167 لسنة 1961                         |                         |                                                                                   |        |         |
|   | ديوان المحاسبات قانون رقم 230 لسنة 1960                                                                     |                         |                                                                                   |        |         |
|   | إنشاء ديوان المحاسبة قانون رقم 52 لسنة 1942                                                                 |                         |                                                                                   |        |         |

## هيئة الرقابة الإدارية
| م | التشريع المنظم         | تشريعات التعديلات | قرارات اللائحة التنفيذية للتشريع المنظم | الحالة | ملاحظات |
| - | ---------------------- | --- | --------------------------------------- | ------ | ------- |
|   | قانون رقم 54 لسنة 1964 | - قانون رقم 160 لسنة 2018 - قانون رقم 207 لسنة 2017 - قانون رقم 112 لسنة 1983 - قانون رقم 110 لسنة 1982 - قانون رقم 21 لسنة 1977 - قانون رقم 116 لسنة 1974 - قانون رقم 71 لسنة 1969 |                                         |        |         |

## أنظر أيضاً
- قائمة تشريعات الاستثمار والمناطق الحرة (مصر)
- قائمة تشريعات المناطق الاقتصادية (مصر)
- قائمة تشريعات التعاقدات والمناقصات والمزايدات (مصر)
- قائمة تشريعات الطاقة والثروة المعدنية (مصر)
- قائمة تشريعات السياحة (مصر)
- قائمة تشريعات الصناعة (مصر)
- قائمة تشريعات الزراعة (مصر)
- قائمة تشريعات النقل (مصر)
- قائمة تشريعات التعمير (مصر)
- قائمة تشريعات الصحة (مصر)
- قائمة تشريعات الرياضة (مصر)
- قائمة تشريعات التنمية (مصر)
- قائمة تشريعات التجارة والشركات (مصر)
- قائمة تشريعات المواصفات والقياس (مصر)
- قائمة تشريعات الاستيراد والتصدير (مصر)
- قائمة تشريعات الإتفاقيات الدولية (مصر)
- قائمة تشريعات الأسواق والأدوات المالية غير المصرفية (مصر)
- قائمة تشريعات المصارف والنقد (مصر)
- قائمة تشريعات الضرائب والجمارك والرسوم (مصر)
- قائمة تشريعات العمل (مصر)